# Ricardo Alberto Defilippi
 Ricardo Alberto Defilippi (Buenos Aires, Argentina, 29 de septiembre de 1925) es un actor y director de cine.

## Su actividad en el cine
Comenzó su  vinculación con el cine cuando debutó como extra en Juvenilia, dirigida en 1943 por Augusto César Vatteone. Después trabajó en como pizarrero, ayudante de dirección, asistente de dirección, y en 1962 dirigió su primera película: Cuerpo extraño (Cuando una mujer no quiere), sobre guion de Enrique Lastrade, protagonizada por Juan Carlos Barbieri, Francisco de Paula, Augusto Codecá y su actriz fetiche Delia Montero, que nunca fue estrenada.
En 1966 dirigió La ronda de los dientes blancos, una coproducción con Brasil y en 1974 Delincuencia juvenil pero ninguna de las dos fue estrenada comercialmente. 

## La películaHormiga negra
En 1977 comenzó a filmar Hormiga negra, sobre el personaje de Eduardo Gutiérrez, en la que trabajaban Víctor Bo, Pablo Palitos, Delia Montero, Beto Gianolla, Rolando Chávez y Roberto Escalada. Se trató de una producción modesta que se logró terminar con muchas dificultades económicas y que recién se estrenó dos años después, el 3 de mayo de 1979, con poca repercusión popular. 
Sobre este filme Clarín opinó:

”Filme de borroso trazo…lenguaje formal desprovisto de sugerencias…flaquezas argumentales.”

El crítico de La Nación dijo al comentar la película era:

”pálida imagen del gaucho Hormiga Negra...tampoco logró acertar con ninguno de los requisitos que exige este tipo de producciones".

Por su parte Manrupe y Portela escriben:

”Insólita aproximación a un mito, formal y conceptualmente más cercano al cine de décadas pasadas.”

## Un proyecto frustrado
En 1996 al tiempo que Juan Carlos Desanzo anunciaba su propósito de realizar una película sobre la vida de Eva Perón con guion de José Pablo Feinmann, Ricardo Alberto Defilippi anunció que había comenzado el rodaje de Evita (La razón de mi vida y de mi muerte)  y hasta llegó a pegar afiches en las paredes de Buenos Aires con esa novedad, pero tres años después la película se consideró abandonada.

## Filmografía
Director
- Evita (La razón de mi vida y de mi muerte)    (abandonada) (1999)
- Hormiga negra   (1979)
- Delincuencia juvenil   (inédita) (1974)
- La ronda de los dientes blancos   (inédita) (1966)
- Cuerpo extraño (Cuando una mujer no quiere)    (inédita) (1962)

Actor
- Juvenilia (1943) …Extra

Guionista
- Hormiga negra   (1979)

Asistente de dirección
- Se necesita un hombre con cara de infeliz   (1954)
- Llegó la niña Ramona   (1943)

Ayudante de dirección
- Del brazo con la muerte   (1966)